# راکش جین
راکش جین (انگلیسی: Rakesh Jain؛ زادهٔ ۱۸ دسامبر ۱۹۵۰) دانشمند در زمینه مهندسی شیمی اهل ایالات متحده آمریکا است.
وی همچنین برندهٔ جوایزی همچون نشان ملی علوم و کمک‌هزینه گوگنهایم شده‌است.